# Bhaskararaya
Bhaskararaya (Bhāskararāya Makhin) (1690-1785) está considerado como una autoridad en las cuestiones relativas a la adoración de las diosas madre en el hinduismo. Nació en Maharashtra, fue recibido por el rey Serfoji II de la dinastía Bhonsle en el sur de la India y se asentó luego en Tamil Nadu. Según Douglas Renfrew Brooks, profesor de Religión especialista en estudios sobre el shaktismo, Bhaskararaya fue «no solo un intérprete brillante de la Srividya, sino un escritor enciclopédico» y además fue «un pensador que tuvo la riqueza de las tradiciones védicas y tántricas en sus manos». Perteneció a la tradición Kaula dentro del tantrismo shakta.
A Bhaskararaya se le atribuyen más de cuarenta escritos, que van desde textos vedánticos y poemas devocionales hasta gramáticas de sánscrito, tratados de lógica y estudios sobre el tantra.  Varios de sus trabajos son importantes para la tradición del shaktismo: 
- Los comentarios del Tripura Upanishad y el Bhavana Upanishad[3]
- El comentario del Devi Mahatmya, titulado Guptavali[4]
- Varivasya Rahasya:[5] se trata de un comentario sobre el mantra y la adoración a Sri Vidya. El Varivasya Rahasya contiene 167 ślokas numerados de forma consecutiva.  Posee un comentario adicional titulado «Prakāśa», también de la autoría de Bhaskararaya.
- Setubandha: es un pequeño tratado técnico sobre la práctica del tantra. Se trata de un comentario sobre la sección del Vāmakeśvara-tantra que se ocupa de la adoración externa e interna de Śrī Tripurasundarī. Bhaskararaya terminó la obra cerca de 1733 o 1741.
- Lalitāsahasranāmabhāsya: es un comentario (bhāsya) sobre Lalita sahasranama.[6][7] Bhaskararaya finalizó la obra en 1728.
- Su comentario Khadyota («luciérnaga») sobre el Ganesha Sahasranama es considerado una autoridad para los ganapatya.[8]